# Воля-Кольонія
Воля-Кольонія (пол. Wola-Kolonia) — село в Польщі, у гміні Ступськ Млавського повіту Мазовецького воєводства.
Населення — 169 осіб (2011).
У 1975-1998 роках село належало до Цехановського воєводства.

## Демографія
Демографічна структура станом на 31 березня 2011 року:
|          | Загалом | Допрацездатний вік | Працездатний вік | Постпрацездатний вік |
| -------- | ------- | ------------------ | ---------------- | -------------------- |
| Чоловіки | 93      | 25                 | 54               | 14                   |
| Жінки    | 76      | 19                 | 37               | 20                   |
| Разом    | 169     | 44                 | 91               | 34                   |